# 河内一馬
河内 一馬（かわうち かずま、1992年7月20日 - ）は、東京都出身のサッカー指導者。

## 来歴
小学校時代は、練馬区立中村西小学校のサッカークラブであるバーバリアン、中学校時代には、FC東京の下部組織であるU-15むさし所属。
18歳で選手続行を断念。新潟のサッカー専門学校JAPANサッカーカレッジのスポーツトレーナー学科に入学、トレーニング理論・運動生理学・解剖学・リハビリテーション等、身体の基礎を学ぶ。同時期に夜間で鍼灸師専門学校に通い、鍼灸師国家資格を取得。在学中、北信越社会人1部リーグのスポーツトレーナー（メディカル・リハビリ担当）を務め、徐々に監督志望を自覚しはじめる。2013年、インターンとしてアルビレックス新潟ユースコーチ、2014年には母校の実践学園高等学校サッカー部コーチを2年間務めたのち、世界のサッカーを観るためにアジア・ヨーロッパを中心に15ほどの国と地域を周る。帰国後、成蹊大学体育会サッカー部コーチ（東京都2部リーグ）を務めて優勝。翌年にはヘッドコーチを担当する（東京都1部リーグ）。日本サッカー界の指導者制度に疑問を持ち、クラウドファンディングにより、アルゼンチンでの滞在期間に対する資金を集め、2018年から3年間、アルゼンチンへ移住。アルゼンチン指導者協会名誉会長が校長を務める監督養成学校「Escuela Osvaldo Zubeldía」に在籍。コロナ下の状況で課程を修了し、南米サッカー連盟における最上カテゴリーの指導者ライセンスCONMEBOL PROを取得。自身のメディアであるnoteでの、サッカーを"非"科学的視点から思考する連載「芸術としてのサッカー論」で耳目を集め、同じくnoteでの月額マガジン「蹴球症候群」を含め、フォロワーは約3万。サッカー専門メディアにおいては、サッカーノンフィクションライター／写真家である宇都宮徹壱氏によるイベント出演や帰国後のインタビュー記事、「footbollista」への寄稿（主たるものとして「芸術としてのアルゼンチン監督論」）や「SHUKYU Magazine」への参加などがあり、「フットボール批評」にて「サッカー本以外からサッカーを学ぶ」書評を連載中。2021年シーズンから「鎌倉発、日本初。徹頭徹尾国際化を意識したサッカークラブ」鎌倉インターナショナルFC（現神奈川県2部）において、監督及びCBO（Chief Branding Officer）に就任。CBOとは「ブランディング責任者」とも呼ぶべき名称で、CBOとして就任前に2021年シーズンに合わせてクラブのリブランディングを本人名義で、また就任後にもリブランディングされたユニフォームの販売を中心としたグッズ展開をクラブ名義で、クラウドファンディングを通じて敢行。クラブとともに目指す理念は、数多くの協力体制のもと、チームコンセプト「CLUB WITHOUT BORDERS」を筆頭に、ユニフォーム及び使用ビジュアル、各種グッズ、コンセプトムービー等において表現されている。2021年、クラブが鎌倉市内の深沢地域に「みんなの鳩サブレースタジアム」（正式名称：鎌倉みんなのスタジアム）を建設、日本では非常に珍しい民費民地民設民営のスタジアムとなっている。クラウドファンディングにて3000万円超の資金を集めることに成功したほか、鎌倉屈指の企業である豊島屋をネーミングライツパートナーに迎え、環境配慮についても先進的な技術を駆使したスタジアムとして、自クラブの活動以外にも多岐にわたった用途で利用されている。当人はこのスタジアムにて、監督一年目としての活動をシーズン途中から実施。選手やスタッフ、サポーターによる人工芝の敷設作業等への参加や、小規模ではあるが初タイトルとなるフィナンシェ杯争奪鳩スタトーナメントを経験するなど、クラブとともに歩みを共にする貴重な施設となっている。監督兼CBOとしては、コロナ下で集合しづらかったクラブの選手の関係性構築の一助として、監督と選手が一対一でトークするPodcastを選手全員分実施、シーズン後には選手を対象としたクラブの強化方針発表会を一般視聴できるように行なうなど、積極的な発信が見られた。CBOとしては、クラブがFiNANCiEと提携し、クラウドファンディング2.0といわれる、ブロックチェーンを活用したクラブトークンの発行を始めたことで、クリエイティブからグッズ発送に至るまで多数のスタッフとの協力体制のもと、様々なグッズ等のアイディアが実現された。FiNANCiEのファンコミュニティを通じて、クラブのブランディングイメージは好感触で拡散されている。その他、参加団体として、サッカー界のプラチナ世代と呼ばれる「1992年生まれ」として、サッカーカルチャーブランド「92 F.C.」の設立メンバー。「世界中の地域コミュニティと協力し、社会成長のプラットホームとしてのサッカーグラウンドをつくる」NGO「love.fútbol」の日本支部である特例認定NPO法人「love.fútbol Japan」理事。同団体は2020年から国内での活動を開始、サッカーをやりたくても環境が許さない子どもたちへの実質的な支援に取り組み、2021年にはJFAとの連携プロジェクトも開始された。また1％FCと名付けられた仕組みを通して、賛同団体・企業・選手の力を借り、サッカー界に、資金や用具だけでなく心的サポートを含めた新たな循環を巻き起こしている。